# 橋本愛 (1978年生)
橋本 愛（はしもと あい、1978年11月28日 - ）は、日本の女優、リポーター。旧芸名は川崎 愛（かわさき あい）。神奈川県出身。身長154cm、血液型はB型。

## 人物・来歴
当初は「川崎」姓でデビュー。1979年生の同姓同名のタレントがいるが、別人である。なお、2人は生まれた年は異なるが、同学年である。
1994年、第5回ヤングジャンプ『全国女子高生制服コレクション』でグランプリを受賞。それ以降、テレビ・グラビア・映画と幅広く活躍した後、「橋本」に改姓した。その理由は混同されていたためだが、改姓後のものもNHK朝ドラ『あまちゃん』などで有名になった1996年生の同姓同名の女優がいるために混同されやすく、このように紛らわしい事態が複数回発生している。
2008年、映画『大決戦!超ウルトラ8兄弟』に佐々木敦子役で出演した。

## 主な出演作品

### テレビ
ドラマ
- 忍者戦隊カクレンジャー 第41話「はぐれゴースト」（1994年11月25日、ANB系） - 花田亜紀 役
- 金田一少年の事件簿 第6話「首無し村殺人事件」（1995年9月2日、NTV系） - 巽綾子 役[4]
- ミラクル仮面高校生（1995年、ABC）
- Vの炎（フジテレビ） - 月見高校バレー部マネージャー・川崎愛 役[4]
- ハンサムマン(1996年、テレビ朝日)[4]
- エコエコアザラク（1997年、テレビ東京）
- ウルトラマンガイア（1998年 - 1999年、MBS / TBS系） - 佐々木敦子 役（レギュラー）※第29話を除く

バラエティ
- 今田耕司のシブヤ系うらりんご（1995年、フジテレビ） - うらりんギャルメンバー
- タモリ倶楽部 (1996年5月17日、テレビ朝日)
- 王様のブランチ（1998年10月 - 2000年3月、TBS系）

### ラジオ
- お嬢様の夜ふかし（TBSラジオ）

### 映画
- ウルトラマンティガ・ウルトラマンダイナ&ウルトラマンガイア 超時空の大決戦（1999年3月6日、松竹） - 佐々木敦子 役
- 大決戦!超ウルトラ8兄弟（2008年9月13日、松竹） - 佐々木敦子 役

### 写真集
- フォトジェニック 川崎愛写真集（1996年1月、音楽専科社）
- SISTER 川崎愛写真集（1996年3月1日、ワニブックス）[5]
- アルバム倶楽部 胸キュン セントポーリア女学院 公式ファンブック写真集（1997年7月、アスペクト）
- I’S 川崎愛写真集（1997年11月15日、ぶんか社）
- 橋本愛 REBORN（1999年3月1日、バウハウス）

### PhotoCD
- Love Collection（1996年1月10日、ソフトバンククリエイティブ）

### ビデオ
イメージビデオ
- ファイナルビューティー 川崎愛（1996年5月、竹書房）
- 愛・し・す・ぎ /ときめきアイドル白書 10（1997年1月、英知出版）
- ザ・メイキング・オブ アルバム倶楽部 胸キュン セントポーリア女学院（1997年8月、竹書房）

オリジナルビデオ
- ときめき・アフタースクール2 悪夢の投稿写真（1996年12月、東映ビデオ）
- 湘南武闘派高校伝（1997年7月、JSDSS）
- 湘南武闘派高校伝 新総番誕生篇（1998年2月、JSDSS）
- 制服少女2 放課後の誘惑（1998年12月、レジェンドピクチャーズ）
- ウルトラマンガイア ガイアよ再び（2001年3月25日、バンダイビジュアル） - 佐々木敦子 役
- 湘南爆走族（2001年4月、カレス・コミュニケーションズ） - 絵藤都志子 役

### CD
- ハマれ！ダーリン♥〜公園通りに台本通りの愛はない〜（1995年9月10日、Sony Records） - うらりんギャル名義
  - コンピレーション・アルバム『モテキ的音楽のススメ MTK PARTY MIX盤』（2011年9月14日、SMAR）にも収録されている。

### ゲーム
- アルバム倶楽部 胸キュン セントポーリア女学院（1997年7月11日、ソシエッタ代官山） - セガサターン専用ソフト